# Orthodoxie financière
L’orthodoxie financière est une doctrine économique et financière fondée sur le maintien constant de la solvabilité d'une entité économique donnée.

## Principe
Selon le principe de l’orthodoxie financière, une gestion prudente implique le respect de principes et de bonnes pratiques de sorte que certains seuils ou ratios financiers ne puissent pas être dépassés. Ces règles ont pour but l'évaluation de la nature et du risque des besoins de financement, elles se placent cependant en dehors de l'analyse stratégique qui est la clé menant à la compréhension de la rentabilité dans une économie de marchés.

## Domaines d'application de l'orthodoxie financière
Selon ses promoteurs, l'orthodoxie financière s'adresse à tous les agents économiques : ménages (household) ou personnes physiques, associations, organismes ou entreprises privés ou publics, opérateurs et organismes bancaires et financiers, États et collectivités locales, Zones de coopération internationales

### Opérateurs et organismes bancaires et financiers

#### Domaine des opérations bancaires
- Le sujet n'est pas nouveau : le banquier Henri Germain fondateur du Crédit lyonnais avait exprimé dès la fin du XIXe siècle le principe de la séparation des banques de dépôts et des banques d'affaires.
- Aujourd'hui, le débat sur la séparation des métiers bancaires, ceux de la banque commerciale et ceux de la banque d'investissement ressurgit à la faveur de la crise. Certains observateurs plaident pour un retour aux États-Unis du Glass-Steagall Act[2], aboli en 1999, alors qu'il était en vigueur depuis les années trente, date à laquelle il avait été instauré à la suite de la grande crise financière.
- En juillet 2012, l'ex-patron de Citigroup, Sandy Weill, s'est également prononcé en faveur d'une séparation entre les banques d'investissement et les banques de dépôts aux États-Unis. Cette déclaration a été d'autant plus remarquée que Sandy Weill avait été, sous la présidence de Bill Clinton, un des éléments les plus actifs prônant l'abrogation des dernières barrières du Glass-Steagall Act[3].

### Les entreprises
L'orthodoxie financière est appréciée notamment par l'analyse financière du bilan. Celle-ci permet d'apprécier la solvabilité de l'entreprise, c'est-à-dire sa capacité à payer ses dettes en utilisant la liquidité de ses actifs. Les critères principaux utilisables pour ce faire sont :

#### Le bilan financier
Il est établi à partir du bilan comptable, après répartition du résultat. Les actifs étant évalués à leur valeur vénale, le bilan financier comporte quatre grandes masses :
- À l'actif, selon la liquidité croissante : l'actif réel net à plus d'un an et celui à moins d'un an
- Au passif, selon l'exigibilité croissante : le passif à plus d'un an et celui à moins d'un an.

#### Le fonds de roulement financier
Il représente la marge de sécurité financière. Il est calculé indifféremment par l'écart entre :
- la valeur des actifs à moins d'un an et celle du passif à moins d'un an
- la valeur du passif à plus d'un an et celle du passif à moins d'un an.

Il indique comment sont financés les actifs à plus d'un an et le degré de couverture des dettes à moins d'un an par les actifs à moins d'un an.

#### Les ratios de liquidité
- ratio de liquidité générale : mesure l'aptitude de l'entreprise à payer l'ensemble de ses dettes à court terme en utilisant l'ensemble de l'actif
- ratio de liquidité immédiate : mesure l'aptitude de l'entreprise à payer ses dettes à court terme en utilisant ses disponibilités
- ratio de trésorerie : mesure l'aptitude de l'entreprise à payer ses dettes à court terme en utilisant ses créances et disponibilités.

#### Les ratios d'endettement
- ratio d'autonomie financière : mesure la capacité de l'entreprise à s'endetter
- ratio d'endettement à terme : mesure l'autonomie financière de l'entreprise

#### Les ratios de solvabilité
- ratio de solvabilité générale : mesure l'aptitude de l'entreprise à payer l'ensemble de ses dettes en utilisant l'ensemble de ses actifs.

### La zone euro
La crise de la dette souveraine (Grèce, Portugal, Espagne...) a mis en lumière les limites de l’intégration européenne en matière monétaire, et suscité un renouveau du débat économique opposant partisans de la relance financée par la dette publique et adeptes de l’orthodoxie financière classique- partisans du désendettement (deleveraging) des États, des entreprises et des ménages.
À terme, selon le centre de recherche économique World Pensions Council, le retour à l’orthodoxie financière prôné par le gouvernement allemand et la BCE et la politique de rigueur généralisée qui en découle nécessiteront une révision du traité de Lisbonne, car ils pourraient avoir pour conséquence de réduire les prérogatives budgétaires et fiscales des États-membres au-delà des dispositions du traité dans sa forme actuelle.